# Slancio moderato
Slancio moderato, noto in francese come L'Élan tempéré (in italiano: Temperato Élan) è un'opera di Vasilij Kandinskij realizzata nel 1944. 
Dipinto a olio su cartone, dalle dimensioni di 42×58 cm, è conservato presso il museo Centre national d'art et de culture Georges Pompidou (Centro nazionale d'arte e di cultura Georges Pompidou) a Parigi in Francia. L'opera e segnata e datata col monogramma VK 44 e numerato con il numero di inventario del museo AM 81-65-75.

## Storia dell'opera
Quest'opera è l'ultimo dipinto noto realizzato da Kandinskij prima di morire di arteriosclerosi nel 1944 nella sua abitazione a Neuilly-sur-Seine. Con la morte di Kandinskij, l'opera è stata ereditata dalla moglie Nina Kandinskij. Nel 1981 l'opera viene ereditata dal museo Centro Georges Pompidou, dove è tuttora collocata.